# Le Diable noir
Le Diable noir je francouzský němý film z roku 1905. Režisérem je Georges Méliès (1861–1938). Film trvá zhruba 4 minuty.

## Děj
Služebnictvo zavede hosta do hotelové místosti. Když se vousatý muž snaží usadit, objeví se čert, který začne dělat nepořádek. Čert nakonec zmizí ve chvíli, kdy na místo přispěchá služebnictvo, které kvůli nepořádku odvede muže z místnosti. Čert se objeví potěšen tím, co se stalo, a unaveně si lehne do postele.